# ثيو ميتشيل
ثيو ميتشيل (بالإنجليزية: Theo Mitchell)‏ هو محامي وسياسي أمريكي، ولد في 2 يوليو 1938. انتخب عضو مجلس نواب كارولاينا الجنوبية وانتخب عضو مجلس ولاية كارولاينا الجنوبية.